# 부룬디 대통령

부룬디의 국장

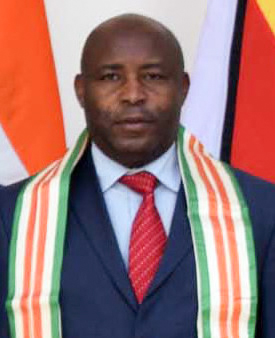
현 대통령 에바리스트 은다이시미예

부룬디의 대통령은 부룬디의 대통령은 부룬디 공화국의 국가 원수이자 정부 수반이다. 대통령은 국방군 총사령관이기도 하다. 대통령직은 미셸 미콤베로가 1966년 11월 28일 부룬디를 공화국으로 선언했을 때 설립되었다. 대통령의 권한과 의무를 명시한 최초의 헌법은 1976년에 채택된 1974년 헌법이었다. 미콤베로가 작성한 헌법은 미콤베로의 입장을 확인했다. 부룬디의 초대 대통령으로. 현재 대통령의 권한은 부룬디 내전 이후 2000년 아루샤 협정의 결과로 시행된 2005년 헌법에서 유래한다. 2020년 6월 18일부터 현 대통령은 에바리스트 은다이시미예이다.
대통령의 명시된 역할은 부룬디의 국가 통합을 대표하고 국가의 법률과 기능이 헌법을 완전히 준수하여 만들어지고 실행되도록 하는 것이다. 대통령은 헌법 전반에 걸쳐 다양한 권한을 부여받는다. 타이틀 V는 대통령에게 부여된 행정 권한을 설정하고 타이틀 VI는 대통령에게 부여된 입법 권한을 설정한다. 대통령은 군 사령관, 대사, 치안판사, 도지사, 각종 국회의원을 임명할 권한을 갖는다. 대통령은 대법원, 헌법재판소 등 모든 판사를 임명한다. 대통령은 특별한 상황에서 정부를 조직하고 의회 회의를 소집할 수 있다. 대통령은 법안을 공포 (법률)하는 것 외에도 법률을 제안하고 수정할 권한이 있으며, 의회가 동의할 수 없는 법률에 대해 거부권을 행사할 수 있다. 대통령은 헌법을 개정할 수도 있다. 대통령은 조약에 서명하고 비준함으로써 국제 문제에서 부룬디를 대표한다. 대통령은 전쟁을 관리하는 유일한 공무직이지만 전쟁을 시작하려면 의회와 국가안보회의 승인이 필요하다. 대통령은 군사행동을 승인할 수 있는 유일한 직위이다. 대통령은 또한 민간 및 군 포상을 수여하는 유일한 직위이기도 하다.
대통령 임기는 7년이고, 대통령은 2번 임기를 수행할 수 있다. 대통령은 대통령이 임명한 두 명의 부통령의 보좌를 받는다. 그러나 2018년 부룬디 헌법 국민투표는 결국 부통령 수를 1명으로 줄였다. 대통령은 임기가 만료된 후에도 연금을 받을 자격이 있다.

## 같이 보기
- 부룬디